# 阿吉雷海峽

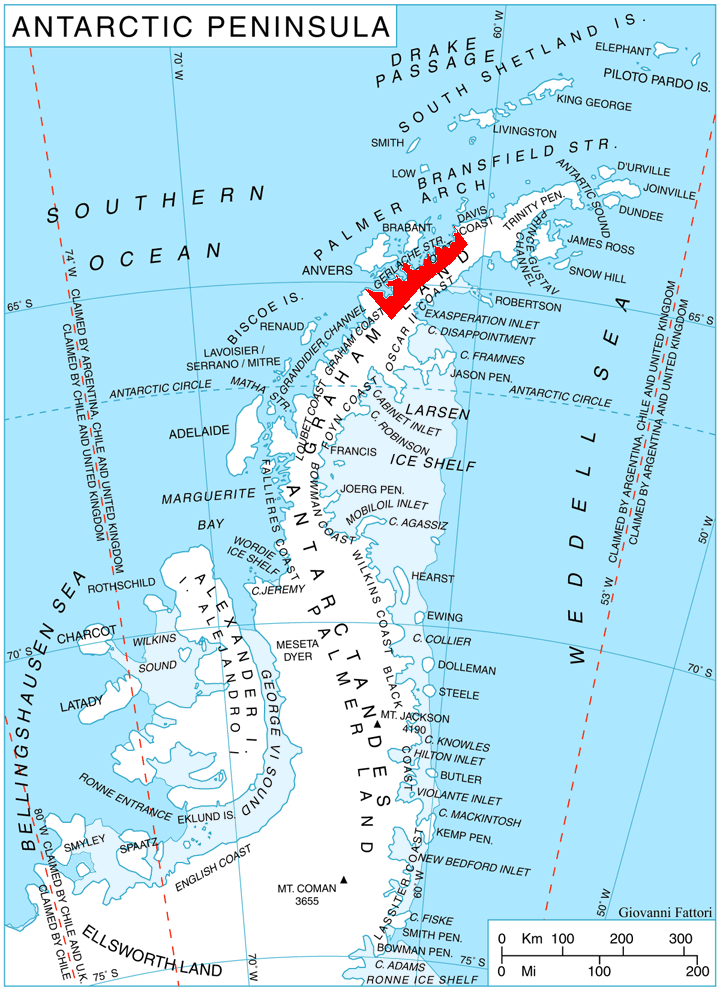

64°49′S 62°51′W / 64.817°S 62.850°W
阿吉雷海峽（英語：Aguirre Passage），是南極洲的海峽，位於葛拉漢地西岸，處於勒梅爾島和丹科海岸之間，連接帕拉代斯港，現時由南極條約體系管理。